# Aschau am Inn
Aschau là một đô thị thuộc huyện Mühldorf bang Bayern nước Đức